# Шуберское сельское поселение
Шуберское сельское поселение — муниципальное образование в составе Новоусманского района Воронежской области.
Административный центр — посёлок Шуберское.
В настоящее время на территории поселения постоянно проживает около 2 500 человек. Так как населенные пункты являются пригородной зоной, часть людей зарегистрирована в близлежащих поселках или городе Воронеже.

## География
Границы территории поселения установлены Законом Воронежской области от 23 декабря 2004 года № 90-03.

### Природа
Природа сельского поселения уникальна. Постановлением Администрации Воронежской области от 22 марта 2007 года № 216 в соответствии с Федеральным Законом от 14.03.1995 года № 33-ФЗ «Об особо охраняемых природных территориях», в целях развития сети особо охраняемых природных территорий и сохранения объектов, имеющих научную, эстетическую и историческую ценность, ряду объектов присвоен статус памятников природы: дубовая аллея, лиственная аллея, дубы «Святогор», болото «Самара», озеро «Черепашье», озеро «Маклокское», родник «Маклокский», болото «Клюквенное-2».

## История
В силу того, что поселение находится вблизи областного центра и непосредственной близости от железной дороги, все трудоспособное население работает на предприятиях и в организациях города Воронежа и ОАО «Юго-Восточная железная дорога». Сельское хозяйство не развито.

## Административное деление
В состав поселения входят населённые пункты:
- посёлок Шуберское
- посёлок Веневитинский
- посёлок Маклок
- посёлок Стахановский